# Madelen Koldal Holme
Madelen Kolden Holme (Bergen, 20 de febrer de 2002) és una futbolista noruega que juga de davantera a l'Åsane.
Holme va començar a jugar a futbol de menuda i amb deu anys ja jugava contra xicons quatre anys majors que ella. Holme era considerada com una promesa del futbol noruec.
Va començar la seua carrera amb el Sandviken noruec, on va patir una lesió al lligament. El 2022 va fitxar pel Llevant. El gener de 2023, va deixar l'equip amb un acord de rescissió mútua.
Holme juga principalment com a davantera i és esquerrana. És coneguda per la seua habilitat tècnica.